# میشل ماگرین
میشل ماگرین (انگلیسی: Michele Magrin؛ زادهٔ ۶ نوامبر ۱۹۸۵) بازیکن فوتبال است.